# Magma (CAS)
Magma es un sistema algebraico computacional (en inglés CAS) diseñado especialmente para resolver problemas de álgebra abstracta, teoría de números, geometría algebraica y combinatoria.
Por ello se usa extensamente en el campo de las matemáticas puras.
Su predecesor (de 1982 a 1993) se llamaba Cayley. En agosto de 1993 se liberó la versión 1.0. En junio de 1996 la versión 2.0. Tras esto se libera de modo aproximado una versión al año. 